# 유클리드 군
기하학에서 유클리드 군(Euclid群, 영어: Euclidean group)은 유클리드 공간의 등거리 변환들로 구성된 리 군이다. 즉, 거리와 각도가 정의되지만, 원점이 정의되지 않는 유클리드 공간의 대칭군이다. 아벨 리 군(병진 변환)과 직교군(회전)의 반직접곱이다.

## 정의
유클리드 군(영어: Euclidean group) {\displaystyle \operatorname {IO} (n)}은 다음과 같은  리 군 반직접곱이다.
{\displaystyle \operatorname {IO} (n)=\mathbb {R} ^{n}\rtimes \operatorname {O} (n)}
여기서 직교군 {\displaystyle \operatorname {O} (n)}의 {\displaystyle \mathbb {R} ^{n}} 위의 작용은 다음과 같은, {\displaystyle n\times n} 행렬의 {\displaystyle n}차원 벡터 위의 작용이다.
{\displaystyle \operatorname {O} (n)\to \operatorname {Aut} (\mathbb {R} ^{n})=\operatorname {GL} (n;\mathbb {R} )}
{\displaystyle R\mapsto (\mathbf {x} \mapsto R\mathbf {x} )}
이는 유클리드 공간의 등거리 변환 {\displaystyle I\colon \mathbb {R} ^{n}\to \mathbb {R} ^{n}}들의 위상군과 같다.
마찬가지로, 특수 유클리드 군(特殊Euclid群영어: special Euclidean group) {\displaystyle \operatorname {ISO} (n)}은 직교군 대신 특수 직교군을 사용한 다음과 같은 리 군 반직접곱이다.
{\displaystyle \operatorname {ISO} (n)=\mathbb {R} ^{n}\rtimes \operatorname {SO} (n)}
{\displaystyle \operatorname {ISO} (n)}과 {\displaystyle \operatorname {IO} (n)}은 각각 {\displaystyle \operatorname {SE} (n)} 및 {\displaystyle \operatorname {E} (n)}으로 표기하기도 한다.

### 유클리드 대수
유클리드 대칭군 {\displaystyle \operatorname {ISO} (n)} (또는 {\displaystyle \operatorname {IO} (n)})의 리 대수는 유클리드 대수(Euclid代數, 영어: Euclidean algebra) {\displaystyle {\mathfrak {iso}}(n)}이라고 한다. 그 생성원은 다음과 같다. (물리학 관례에 따라 {\displaystyle i}를 추가하여 적었다.)
- {\displaystyle iP_{i}\;(i=1,\dots ,n)} (병진 이동)
- {\displaystyle iJ_{ij}\;(i=1,\dots ,n,\;J_{ij}=-J_{ji})} (회전)

이들의 리 괄호는 다음과 같다.
{\displaystyle [P_{i},P_{j}]=0}
{\displaystyle [J_{ij},P_{k}]=i\left(\delta _{ik}P_{j}-\delta _{jk}P_{i}\right)}
{\displaystyle [J_{ij},J_{kl}]=i\left(\delta _{ik}J_{jl}-\delta _{il}J_{jk}-\delta _{jk}J_{il}+\delta _{jl}J_{ik}\right)}

## 성질

### 위상수학적 성질
{\displaystyle \operatorname {ISO} (n)}과 {\displaystyle \operatorname {IO} (n)}은 둘 다 {\displaystyle n(n+1)/2}차원 리 군이다. {\displaystyle \operatorname {ISO} (n)}은 연결 공간이며, {\displaystyle \operatorname {IO} (n)}은 두 개의 연결 성분을 갖는다. {\displaystyle \operatorname {ISO} (n)}은 {\displaystyle \operatorname {IO} (n)}의 두 연결 성분 가운데 항등원을 포함하는 성분이다.
반직접곱 표현에 따라, {\displaystyle \operatorname {ISO} (n)}은 {\displaystyle \operatorname {SO} (n)\times \mathbb {R} ^{n}}과 미분 동형이다. 특히, 유클리드 군의 기본군은 다음과 같다.
{\displaystyle \pi _{1}(\operatorname {ISO} (n))=\pi _{1}(\operatorname {SO} (n))={\begin{cases}\mathbb {Z} /2&n\geq 3\\\mathbb {Z} &n=2\\1&n=1\end{cases}}}
{\displaystyle n\geq 3}일 경우, 그 2겹 범피복군 {\displaystyle \operatorname {ISpin} (n)}을 정의할 수 있다. {\displaystyle n=2}일 경우, 그 범피복군은 무한겹이다.

### 리 이론적 성질
유클리드 대수의 2차 리 대수 코호몰로지는 자명하다. 즉, 유클리드 군의 범피복군은 중심 확대를 갖지 않는다.
2차원 유클리드 군 {\displaystyle \operatorname {ISO} (2)}는 비안키 분류의 VII0에 해당한다.

### 단위 등거리성
베크먼-퀄스 정리(영어: Beckman–Quarles theorem)에 따르면, {\displaystyle n\geq 2}일 때 함수 {\displaystyle f\colon \mathbb {R} ^{n}\to \mathbb {R} ^{n}}에 대하여 다음 조건들이 서로 동치이다.
- {\displaystyle f}는 전단사 등거리 변환이다.
- {\displaystyle f}는 (전사가 아닐 수 있는) 등거리 변환이다.
- (단위 길이 등거리성) 임의의 {\displaystyle \mathbf {x} ,\mathbf {y} \in \mathbb {R} ^{n}}에 대하여, 만약 {\displaystyle d(\mathbf {x} ,\mathbf {y} )=1}이라면, {\displaystyle d(f(\mathbf {x} ),f(\mathbf {y} ))=1}이다.

{\displaystyle n=1}일 경우, 처음 두 조건은 동치이지만 세 번째 조건은 처음 둘보다 더 약하다. 예를 들어,
{\displaystyle \mathbb {R} \to \mathbb {R} }
{\displaystyle x\mapsto {\begin{cases}x+1&x\in \mathbb {Z} \\x&x\in \mathbb {R} \end{cases}}}
는 세 번째 조건을 만족시키지만, 등거리 변환이 아니다. 또한, 베크번-퀄스 정리는 무한 차원 힐베르트 공간에서도 성립하지 않는다.

## 원소의 분류
유클리드 군 {\displaystyle \operatorname {IO} (n)}의 모든 원소는 다음과 같은 꼴로 적을 수 있다.
{\displaystyle \mathbb {R} ^{n}\to \mathbb {R} ^{n}}
{\displaystyle \mathbf {x} \mapsto R\mathbf {x} +\mathbf {y} ,\qquad R\in \operatorname {O} (n),\;\mathbf {y} \in \mathbb {R} ^{n}}
만약 {\displaystyle \mathbf {y} \in \operatorname {im} (1-R)}라면 이는 고정점 집합 {\displaystyle \mathbf {x} _{0}+\ker(1-R)}를 갖고, 아니라면 고정점을 갖지 않는다. 또한, {\displaystyle \det R\in \{\pm 1\}}인데, 만약 {\displaystyle \det R=+1}이라면 이는 방향을 보존하고, {\displaystyle \det R=-1}이라면 이는 방향을 보존하지 않는다. {\displaystyle \det R=+1}인 경우 고정점 집합을 회전축(回轉軸, 영어: axis of rotation)이라고 하며, {\displaystyle \det R=-1}인 경우 고정점 집합을 반사 초평면(反射超平面, 영어: hyperplane of reflection)이라고 한다.
유클리드 군의 원소들은 방향의 보존 여부와 고정점의 유무에 따라 다음과 같이 4종류로 분류된다.
|             | 방향 보존      | 방향 비보존   |
| ----------- | -------------- | ------------- |
| 고정점 있음 | 회전           | 반사          |
| 고정점 있음 | 회전 평행 이동 | 미끄러짐 반사 |

각각의 설명은 다음과 같다.
- 회전(回轉, 영어: rotation): {\displaystyle R\in \operatorname {SO} (n)}이며 {\displaystyle \mathbf {y} \in \operatorname {im} (1-R)}인 경우. 이 경우, 고정점 집합 {\displaystyle \mathbf {x} _{0}+\ker(1-R)}를 회전축(영어: rotation axis)이라고 한다. 만약 {\displaystyle n}이 짝수라면 짝수 차원, 홀수라면 홀수 차원이다. 회전축이 0차원이라면, 이를 회전 중심(영어: center of rotation)이라고 한다. 고정점 집합은 회전축이다.
  - 고정점 집합이 {\displaystyle \mathbb {R} ^{n}} 전체인 경우는 항등 함수이다. 이는 회전의 자명한 경우이다.
- 회전 평행 이동(回轉平行移動, 영어: rototranslation): {\displaystyle R\in \operatorname {SO} (n)\setminus \{1\}}이며 {\displaystyle \mathbf {y} \not \in \operatorname {im} (1-R)}인 경우. 이 경우, {\displaystyle \operatorname {im} (1-R)}를 회전 초평면(영어: rotation hyperplane)이라고 하며, 이는 {\displaystyle n}이 짝수라면 짝수 차원, 홀수라면 홀수 차원이다. 회전 초평면에 수직인 성분 {\displaystyle \mathbf {y} ^{\perp }=\operatorname {proj} _{(\operatorname {im} (1-R))^{\perp }}\mathbf {y} }를 평행 이동 벡터(영어: translation vector)라고 한다. 이 경우 고정점은 없다.
  - 특히, {\displaystyle R=1}인 경우(즉, {\displaystyle \operatorname {rank} (1-R)=0}인 경우)를 평행 이동(平行移動, 영어: translation)이라고 한다. 2차원 이하에서 모든 회전 평행 이동은 평행 이동이다.
- 반사(反射, 영어: reflection): {\displaystyle R\in \operatorname {O} (n)\setminus \operatorname {SO} (n)}이며 {\displaystyle \mathbf {y} \in \operatorname {im} (1-R)}인 경우. 이 경우, 고정점 집합 {\displaystyle \mathbf {x} _{0}+\ker(1-R)}를 반사의 반사 초평면(영어: reflection hyperplane)이라고 한다. 반사 초평면은 {\displaystyle n}이 짝수일 경우 홀수 차원이며, {\displaystyle n}이 홀수일 경우 짝수 차원이다.
- 미끄러짐 반사(-反射, 영어: glide reflection): {\displaystyle \mathbf {x} \mapsto R(\mathbf {x} -\mathbf {x} _{0})+\mathbf {x} _{0}+\mathbf {y} ^{\perp }}, {\displaystyle R\in \operatorname {O} (n)\setminus \operatorname {SO} (n)}, {\displaystyle \mathbf {y} ^{\perp }\in \left(\operatorname {im} (1-R)\right)^{\perp }}. 이는 반사와 평행 이동의 합성이다. 고정점은 없다. 마찬가지로, 아핀 부분 공간 {\displaystyle \mathbf {x} _{0}+\ker(1-R)}을 미끄러짐 반사의 반사 초평면이라고 하며, 이는 {\displaystyle n}이 짝수일 경우 홀수 차원이며, {\displaystyle n}이 홀수일 경우 짝수 차원이다. 이는 2차원 이상에서만 존재한다.

{\displaystyle R=-1}, {\displaystyle \mathbf {y} =\mathbf {0} }인 경우를 반전 변환(영어: parity reversal)이라고 한다. 이는 {\displaystyle n}이 짝수일 때 회전이며, 홀수일 때 반사이다.

### 1차원
1차원에서 회전은 항등 함수밖에 없으며, 모든 회전 평행 이동은 평행 이동이며, 미끄러짐 반사는 존재하지 않는다. 회전축은 1차원이며, 반사 초평면은 0차원이다. 1차원 유클리드 공간을 실직선으로 나타내면, 등거리 변환은 다음과 같은 꼴이다.
{\displaystyle x\mapsto \sigma x+a\qquad (\sigma \in \{\pm 1\},a\in \mathbb {R} )}
- {\displaystyle \sigma =1}, {\displaystyle a=0}인 경우는 항등 함수이다. 이는 자명한 회전이다.
- {\displaystyle \sigma =1}, {\displaystyle a\neq 0}인 경우는 {\displaystyle a}만큼의 평행 이동이다.
- {\displaystyle \sigma =-1}인 경우는 반사이며, 반사 초평면은 {\displaystyle \{a/2\}}이다.

### 2차원
2차원에서 모든 회전 평행 이동은 평행 이동이다. 회전축은 0차원 또는 2차원이며, 반사 초평면은 모두 1차원이다. 2차원인 경우는 항등 함수이며, 0차원인 경우 회전축을 회전 중심(영어: center or rotation)이라고 한다.
2차원 유클리드 공간은 복소평면 {\displaystyle \mathbb {C} }으로 간편하게 나타낼 수 있다. 이 경우, 2차원 유클리드 공간의 등거리 변환은 다음과 같이 나타내어진다. 아래 표에서 {\displaystyle \alpha }는 절댓값이 1인 복소수이다.
| 평행 이동     | {\displaystyle z\mapsto z+w}, {\displaystyle w\in \mathbb {C} \setminus \{0\}}                                                         | 평행 이동 벡터는 {\displaystyle w} |
| 회전          | {\displaystyle z\mapsto \alpha (z-z_{0})+z_{0}}                                                                                        | 회전 각도는 {\displaystyle \alpha =\exp(2\pi i\theta )}일 때 시계 반대 방향으로 {\displaystyle \theta } 라디안                                         |
| 반사          | {\displaystyle z\mapsto \alpha ({\bar {z}}-{\bar {z}}_{0})+z_{0}}                                                                      | 반사축은 {\displaystyle z_{0}+\operatorname {Span} _{\mathbb {R} }\{{\sqrt {\alpha }}\}}이다.                                                          |
| 미끄러짐 반사 | {\displaystyle z\mapsto \alpha ({\bar {z}}-{\bar {z}}_{0})+z_{0}+{\sqrt {\alpha }}w}, {\displaystyle w\in \mathbb {R} \setminus \{0\}} | 반사축 {\displaystyle z_{0}+\operatorname {Span} _{\mathbb {R} }\{{\sqrt {\alpha }}\}}에서 반사한 뒤, {\displaystyle {\sqrt {\alpha }}w}만큼 평행 이동 |

### 3차원
3차원에서, 회전의 회전축은 1차원 또는 3차원이며, 반사의 반사 초평면은 0차원 또는 2차원이다. 회전축이 3차원인 경우는 항등 함수인 경우이다. 반사 초평면이 0차원인 경우는 회전 반사(回轉反射, 영어: rotoreflection)인 경우이며, 2차원인 경우는 반사 평면(영어: plane of reflection)이라고 한다.

## 표현
유클리드 군은 반직접곱
{\displaystyle \operatorname {ISO} (n)=\mathbb {R} ^{n}\rtimes \operatorname {SO} (n)}이며, {\displaystyle \mathbb {R} ^{n}}은 아벨 리 군이다. 따라서, 모든 복소수 기약 표현은 {\displaystyle \operatorname {SO} (n)}의 복소수 기약 표현의 유도 표현이다.
구체적으로, 유클리드 대수 {\displaystyle {\mathfrak {iso}}(n)}의 보편 포락 대수의 중심 원소는 다음이 있다. 이들은 슈어 보조정리에 따라, 기약 표현에서 항등 함수의 스칼라배로 표현된다.
- {\displaystyle P^{2}}. 유니터리 표현의 경우 이는 양수이거나 0이다. 이를 {\displaystyle m^{2}}로 쓰자. {\displaystyle m}은 유클리드 계량 부호수에서의 질량에 해당한다.
- {\displaystyle W^{2}} (파울리-루반스키 벡터의 제곱 노름)

{\displaystyle \operatorname {SO} (n)}의 {\displaystyle \mathbb {R} ^{n}} 위의 작용에서, 궤도는 카시미르 불변량 {\displaystyle m}에 의하여 분류된다. 이 경우, 안정자군은 {\displaystyle m=0}(무질량)인 경우와 {\displaystyle m>0}(유질량)인 경우가 다르다.

### 유질량
{\displaystyle m>0}일 경우, 평행 이동군 {\displaystyle \mathbb {R} ^{n}}은 {\displaystyle \mathbf {P} } 공간에 추이적으로 작용한다. 이러한 경우 안정자군은 {\displaystyle \operatorname {SO} (n-1)}이다. 따라서, 유니터리 표현은 {\displaystyle \operatorname {SO} (n-1)}의 유니터리 기약 표현으로부터 유도된다.

### 무질량
{\displaystyle m=0}일 경우, 안정자군은 {\displaystyle \operatorname {SO} (n)} 전체이다. 따라서, 유니터리 표현은 {\displaystyle \operatorname {SO} (n)}의 유니터리 기약 표현으로부터 유도된다.

## 같이 보기
- 공간군
- 브라베 격자
- 푸앵카레 군
- 갈릴레이 군